# Chalchiuhtlicue

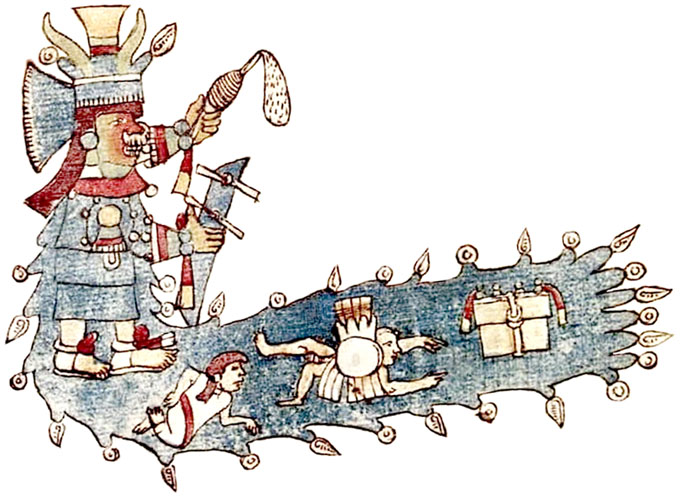
Chalcihuitlicue im Codex Rios.

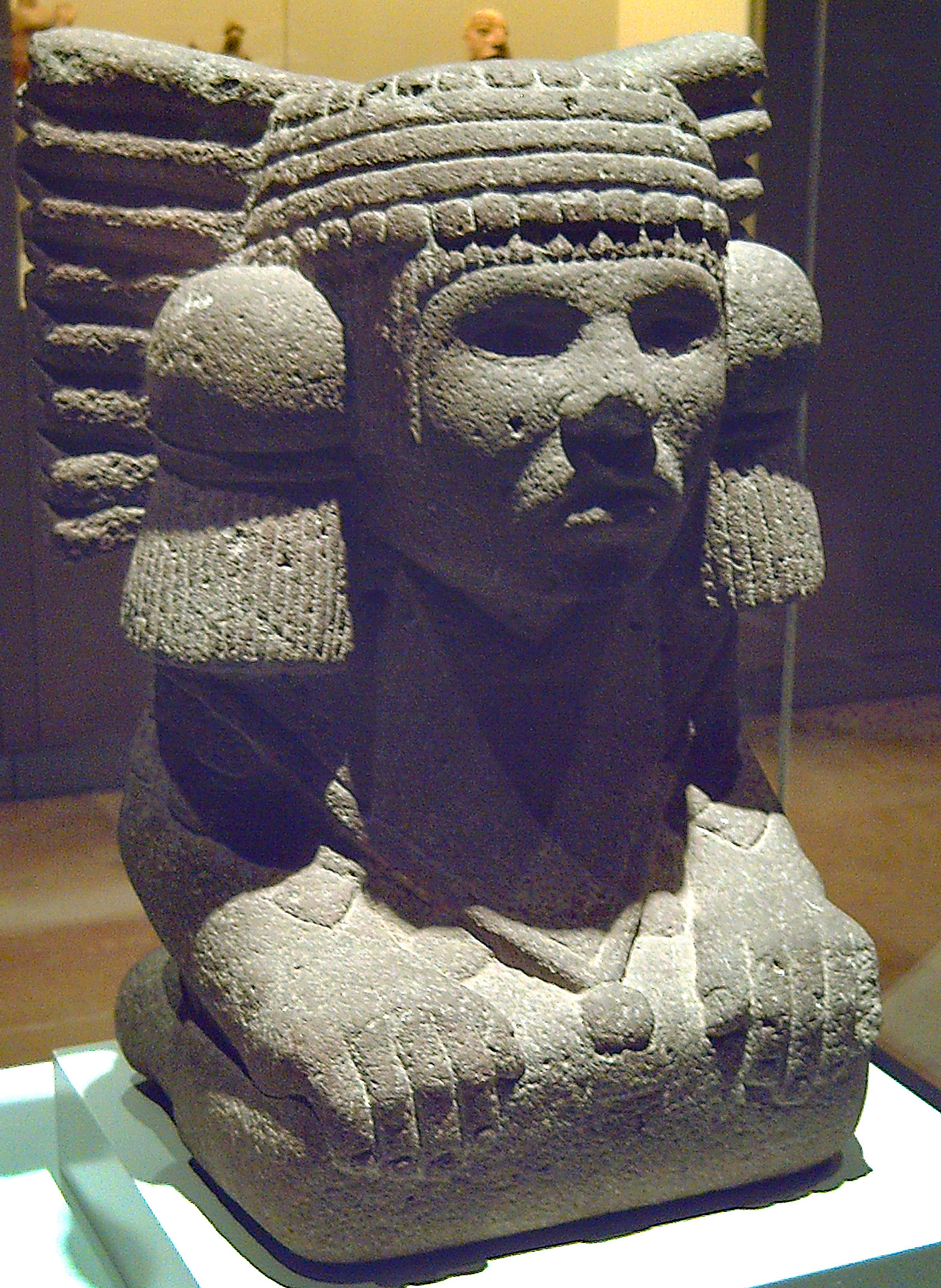
Chalchiuhtlicue
Steinskulptur
Museo de América

Chalchiuhtlicue (auch Chalciuhtlicue, Chalcihuitlicue oder Acuecucyoticihuati) war in der aztekischen Mythologie die Göttin der stehenden Gewässer und der Flüsse. Chalchiuhtlicue bedeutet auf Nahuatl Die mit dem Jaderock.

## Aussehen
Chalchiuhtlicue galt als junges, schön gekleidetes Mädchen. Bilder von ihr sind aus zahlreichen mexikanischen Manuskripten bekannt: dem Codex Borgia (Tafel 11 und 650), dem Codex Borbonicus (Seite 5), dem Codex Rios (Seite 17) (gehört zum Codex Telleriano-Remensis) und dem Codex Florentinus (Tafel 11). Gemäß ihrem Namen wurde sie als Skulptur meist in grünlichen Stein gemeißelt. Eine Skulptur zeigt sie kniend mit jugendlichem Antlitz, was durch seitliche Zöpfe betont wird. Amarantsamen an der Kopfbedeckung verweisen auf ihre göttliche Stellung. Auf bildlichen Darstellungen trägt sie einen grünen oder blauen Rock sowie Ketten und Ohrringe mit wertvollen Steinen. Zuweilen strömt Wasser aus ihren Röcken, in dem Neugeborene zu sehen sind oder aber sie wird durch einen Fluss symbolisiert, an dessen Ufer eine mit Kaktusfeigen übersäte Opuntie wächst.

## Zuordnungen
Chalchiuhtlicue galt als Gattin des Regengottes Tlaloc. Mit ihm herrschte sie über Tlalocan, dem Paradies der mittleren Ebene des aztekischen Jenseits, das allen Ertrunkenen offenstand und jenen, die an etwas gestorben waren, das mit Wasser zu tun hatte. In Tlalocan herrschten Überfluss und Freude. Mit Tlaloc hatte Chalchiuhtlicue Tecciztecatl gezeugt, der gemäß dem aztekischen Schöpfungsmythos (Leyenda de los soles) bei der Schaffung der Fünften Sonne wegen seiner Angst vor dem Feuer Nanahuatzin unterlag. Bevor die Fünfte Sonne durch Nanahuatzins Heldentat erschaffen wurde, herrschte Chalchiuhtlicue über das Zeitalter der Vierten Sonne, das in einer Flut unterging, wobei sich die Menschen in Fische verwandelten. Während die Wasser Tlalocs im Grundsatz als segensreich galten, stand Chalchiuhtlicue mehr für seine zwiespältigen Aspekte. So heißt es bei Bernardino de Sahagun:
Die mit dem Grünedelstein-Hüfttuch, das ist das Wasser. Es wurde für eine Gottheit angesehen und den Regengöttern zugerechnet....Sie wurde gefürchtet...weil sie mit Wasser überschwemmte...im Wasser tötete....Sie lässt Wasser aufschäumen...zieht damit die Menschen in den Abgrund...Die Schiffe bringt sie zum Kentern...Wasser überflutet die Menschen...ertränkt sie...donnert, prasselt, ist im Sturm erregt.
Neben ihrer Aufgabe als Wassergöttin, war Chalchiuhtlicue auch noch für die Geburten und Frauen im Kindbett zuständig. Daher wandten sich die Priester bei der aztekischen Taufe rituell an die Göttin:
Gnädige Herrin Chalchiuhtlicue, dein hier anwesender Diener ist in diese Welt gekommen, gesendet von unserm Vater und unserer Mutter, von Ometecutli und Omeciuatl...Wir wissen nicht, was ihm zugeteilt wurde vor Anbeginn der Welt...ob dieses Schicksal gut oder schlecht ist...Sieh auf ihn zwischen deinen Händen...befreie ihn von der Unreinheit, denn deiner Macht ist er unterworfen...Möge dieses Wasser alle Übel hinwegnehmen...von ihm zu waschen das Böse...Geruhe zu tun, was wir bitten, wo jetzt dieses Kind bei dir ist.
Die aztekische Mythologie setzte Chalchiuhtlicue zuweilen auch mit der tlaxcaltekischen Regengöttin Matlalcueitl gleich. 
Im Azteken-Kalender war Chalchiuhtlicue die Trecena vom 1. Schilfrohr bis zur 13. Schlange zugeordnet, gefolgt von der Trecena Tonatiuhs. Davor lag die Trecena Huehuecoyotls. Im Tonalamatl des Codex Borbonicus wird Chalchiuhtlicue der erste Monat, die fünfte Woche, der fünfte Tag, die dritte Tagesstunde und die sechste Nachtstunde unterstellt.

## Belege
1. ↑  George C. Vaillant: Die Azteken, Seite 178
2. ↑  Heike Owusu: Symbole der Inka, Maya und Azteken, Seite 179
3. ↑  Karl Taube: Aztekische und Maya-Mythen Seite 60
4. ↑  Eduard Seler: Einige Kapitel aus dem Geschichtswerk des Fray Bernardino de Sahagun, zitiert nach Günter Lanczkowski, Seite 46
5. ↑  Fray Bernardino de Sahagun: Historia de las cosas de Nueva Espana, zitiert nach Günter Lanczkowski, Seite 56
6. ↑  George C. Vaillant: Die Azteken Seiten 184